# ۷۸ (عدد)
۷۸ (عدد)
۷۸(هفتاد و هشت) یک عدد طبیعی است که بعد از ۷۷ و قبل از ۷۹ قرار دارد.

## در علم
- عدد اتمی پلاتین